# Kurjakowo (rejon czerepowiecki)
Kurjakowo (ros. Курьяково) – wieś (dieriewnia) w Rosji, w rejonie czerepowieckim obwodu wołogodzkiego. W 2010 liczyła 4 mieszkańców.